# Rio Piratini (vattendrag i Brasilien, Rio Grande do Sul, lat -28,10, long -55,45)
Rio Piratini är ett vattendrag i Brasilien.   Det ligger i delstaten Rio Grande do Sul, i den södra delen av landet, 1 600 km sydväst om huvudstaden Brasília.
Omgivningarna runt Rio Piratini är huvudsakligen savann. Runt Rio Piratini är det glesbefolkat, med 10 invånare per kvadratkilometer.